# Walter Frenz
Walter Frenz (* 30. März 1965 in Schwäbisch Hall) ist ein deutscher Rechtswissenschaftler und Hochschullehrer.

## Werdegang
Walter Frenz legte 1984 das Abitur ab und studierte in den Jahren von 1985 bis 1989 Rechtswissenschaften an den Universitäten in Würzburg, Caen und München. Sein erstes juristisches Staatsexamen erwarb er 1989. Von 1989 bis 1992 absolvierte er die Referendarausbildung im Oberlandesgerichtsbezirk Stuttgart sowie in Speyer und Heidelberg. In dieser Zeit wurde er an der Universität München 1991 mit der Dissertation Die Staatshaftung in den Beleihungstatbeständen zum Dr. iur. promoviert und legte ein Jahr später sein zweites Staatsexamen ab. Er war in den Jahren von 1994 bis 1996 wissenschaftlicher Assistent an der Universität Münster und von 1994 bis 1997 Professor für deutsches Recht (öffentliches Recht) an der Universität Nimwegen. 
Im Jahr 1997 folgte er einem Ruf an die RWTH Aachen. Dort leitet er das mit seiner Ernennung gegründete Lehr- und Forschungsgebiet für Berg-, Umwelt- und Europarecht. Das Lehr- und Forschungsgebiet ist innerhalb der Fakultät Georessourcen und Materialtechnik organisiert und Bestandteil der Fachgruppe für Rohstoffe und Entsorgungstechnik. Neben Lehrveranstaltungen zum Allgemeinen Umweltrecht, Europarecht und Öffentlichen Recht besuchen Studierende verschiedener Ingenieurwissenschaften auch Vorlesungen zum Rohstoff- und Energierecht sowie Veranstaltungen zu genehmigungsrechtlichen Fragen. Als Lehrbeauftragte des Lehr- und Forschungsgebiets sind unter anderem auch Alexander Schink und Hans-Jürgen Müggenborg tätig. Mit Letzterem hat Frenz ein rechtswissenschaftliches Lehrbuch für angehende Ingenieure geschrieben. Am 22. Februar 2018 erhielt er vom damaligen Rektor der RWTH Aachen, Ernst Schmachtenberg, eine Urkunde für sein 25-jähriges Dienstjubiläum, der ihm für die Mitarbeit an der RWTH Aachen dankte.
Er ist Mitherausgeber der Zeitschriften Wirtschaft und Verwaltung, Europäisches Wirtschafts- und Steuerrecht, Umwelt- und Planungsrecht sowie seit 2015 Schriftleiter der Natur und Recht zusammen mit Michael Kotulla. Überdies ist er Mitglied im Herausgeberbeirat der Zeitschrift Abfallrecht. Er ist Verfasser zahlreicher Urteilsanmerkungen zu aktuellen Entscheidungen, die regelmäßig im Deutschen Verwaltungsblatt (DVBl) abgedruckt werden. Über Publikationen in Fachzeitschriften hinaus wird er insbesondere auch zu umwelt- und bergrechtlichen Fragen regelmäßig als Experte von Tageszeitungen oder Politmagazinen des öffentlich-rechtlichen Rundfunks befragt. 2016 war Frenz Landesberichterstatter zum FIDE-Kongress. 2022 referierte er beim Weltverfassungsrechtskongress (WCCL) in Johannesburg zum Klimaschutz. 

## Forschungsschwerpunkte
Frenz widmet sich dem zukunftsrelevanten Klimaschutzrecht, das einen immer größeren Stellenwert einnimmt. Dazu veröffentlichte er zunächst das Buch Grundzüge des Klimaschutzrechts (1. Auflage 2020; 2. Auflage 2022; 3. Aufl. 2023) und anschließend einen Gesamtkommentar Klimaschutzrecht als Herausgeber und Autor, in dem aber auch andere Autoren (wie Alexander Schink, Wolfgang Ewer, Stefan Altenschmidt) zu Wort kommen (1. Auflage 2021; 2. Auflage 2022).
Seine Forschungsschwerpunkte sind zudem das Energierecht, das öffentliche Wirtschaftsrecht und das Wettbewerbsrecht. Aktuelle Aufsätze und Rechtskommentare zu diesen Themen beziehen insbesondere die Digitalisierung und Industrie 4.0 mit ein, etwa in Bezug auf das Vergaberecht oder die Energiewirtschaft. In Bezug auf letzteres Themengebiet kommentiert er das EU-Beihilferecht für das von Christian Theobald und Jürgen Kühling herausgegebene sechsbändige Loseblatt-Werk zum Energierecht.
Ebenso publiziert er zahlreiche Aufsätze zu intensiv diskutierten Fragen, so zum Thema Artenschutz und Windkraft in den Zeitschriften Natur und Recht (NuR), sowie der Zeitschrift für das gesamte Recht der Energiewirtschaft (EnWZ) über die Energiewende, die Reform des Bergrechts, sowie zu Industrie 4.0. Zu aktuellen Themen wie etwa die Energieknappheit im Konflikt mit dem Klimaschutz oder die Frage eines EU-Klimaschutzgrundrechts sowie den Trockenheitsbeihilfen bei Dürreperioden nimmt Frenz aus rechtlicher Perspektive Stellung.
Ein Hauptarbeitsfeld sind weiter die zahlreichen Kommentare von Frenz zum Umweltrecht in verschiedenen Verlagen. So zum EEG, WHG, BNatSchG (Erich Schmidt Verlag), Emissionshandelsrecht, BBodSchG (Beck Verlag) und Abfallrecht (Verlagsgruppe Hüthig Jehle Rehm) sowie zum Atomrecht (Nomos-Verlag). Zudem ist er Verfasser eines sechsbändigen Handbuchs zum Europarecht (Springer Verlag), das nunmehr nach und nach in zweiter Auflage erscheint. Der Band zum Kartellrecht erschien Anfang 2016 auch auf Englisch unter dem Titel Handbook of EU-Competition Law (s. Schriften). Sein Examensbuch zum Öffentlichen Recht erschien in 9. Auflage im Vahlen-Verlag und gilt unter Studenten als geschätztes Standardwerk zur Examensvorbereitung.

## Kolloquien
Zusammen mit Axel Preuße ist Frenz wissenschaftlicher Leiter des Aachener Altlasten- und Bergschadenkundlichen Kolloquiums (ABK) sowie des Kolloquiums zu Wirtschaft und Umweltrecht (KBU). Die Kolloquien werden gemeinsam vom Lehr- und Forschungsgebiet Berg-, Umwelt- und Europarecht (BUR) und dem Institut für Markscheidewesen, Bergschadenkunde und Geophysik (IfM) als Einrichtungen der RWTH Aachen sowie von der Gesellschaft der Metallurgen und Bergleute (GDMB) veranstaltet. Mittlerweile fanden über 50 Kolloquien statt. Referierende sind zumeist Juristen, Ingenieure und Vertreter von Behörden. Zu den Kolloquien wurde vom Verlag der GDMB stets ein Tagungsband mit Beiträgen der Referierenden veröffentlicht. Weiterhin erscheinen regelmäßig Tagungsberichte in juristischen Fachzeitschriften. Zusätzlich fanden auch einige Kolloquien zu Rohstoff-, Umwelt- und Klimaschutzfragen statt.

## Plagiats-Kontroverse
2011 kam es zu einer Plagiats-Kontroverse am Lehr- und Forschungsgebiet von Walter Frenz. Rund 40 Seiten der Doktorarbeit einer Mitarbeiterin stimmten mit einem bereits erschienenen Handbuch von Frenz überein, wobei unklar war, wer wen plagiierte. Die Angelegenheit wurde durch einen Artikel im Spiegel von Hermann Horstkotte bekannt, der auch weiterhin darüber berichtete.
Ende Juni 2016 erschien auf einer offiziellen Webseite der RWTH Aachen die Pressemeldung: „Plagiatsverdacht gegen Prof. Frenz entkräftet“, in der behauptet wurde, nicht Frenz habe plagiiert, sondern seine Doktorandin. Dort war ebenfalls zu lesen, die Universität Bonn habe „eine Überprüfung aller von Prof. Frenz betreuten Dissertationen vorgenommen“ und dabei laut des Bonner Dekans Rainer Hüttemann „keine Beanstandungen betreffend der Einhaltung der Regeln guter wissenschaftlicher Praxis“ feststellen können. Rainer Hüttemann stellte jedoch in der Folge klar, dass dies nicht stimmt: es seien keineswegs alle von Frenz betreuten Dissertationen überprüft worden, sondern nur eine Auswahl und insbesondere auch nicht die fragliche Dissertation. Daraufhin beendete die Bonner juristische Fakultät die Kooperation mit Frenz.
Es stellte sich heraus, dass Frenz selbst diese Pressemeldung lanciert hatte und ohne Wissen der Hochschule auf dieser Seite veröffentlicht hatte. Der Rektor der RWTH Aachen, Ernst Schmachtenberg, ließ daraufhin die Pressemeldung löschen. Daran anschließend wurde bekannt, dass Frenz mit der gefälschten Pressemeldung versucht hatte, verschiedene Verlage zur Änderung oder Löschung von Berichten über ihn zu veranlassen. Diese gingen jedoch nicht auf seinen Wunsch ein.

## Veröffentlichungen (Auswahl)
Monographien
- Grundzüge des Klimaschutzrechts. Schmidt, Berlin 2020; 2. Auflage 2021; 3. Aufl. 2023.
- Vergaberecht EU und national. Springer, Berlin 2018.
- Öffentliches Recht. Eine nach Anspruchszielen geordnete Darstellung zur Examensvorbereitung. Heymann, Köln 2001; 9. Auflage: Vahlen, München 2022.
- Emissionshandelsrecht: Kommentar zum TEHG und ZuV 2020. Springer, Berlin 2005; 3. Auflage 2012.
- Europarecht. Springer, 3. Auflage 2021.
- Unternehmerverantwortung im Bergbau. Duncker & Humblot, Berlin 2003.
- Selbstverpflichtungen der Wirtschaft. Mohr Siebeck, Heidelberg 2001.
- Bergrecht und Nachhaltige Entwicklung. Duncker & Humblot, Berlin 2001.
- Europäisches Umweltrecht. C.H. Beck, München 1997.
- Das Verursacherprinzip im Öffentlichen Recht, Zur Verteilung individueller und staatlicher Verantwortung. Duncker & Humblot, Berlin 1997.

Handbuch Europarecht
- Europäische Grundfreiheiten, Bd. 1, Springer, Berlin 2004; 2. Auflage 2012.
- Europäisches Kartellrecht, Bd. 2, Springer, Berlin 2006; 2. Auflage 2015.
- Beihilfe- und Vergaberecht, Bd. 3, Springer Berlin 2007; 2. Auflage 2016 Beihilferecht.
- Europäische Grundrechte, Bd. 4, Springer, Berlin 2009.
- Wirkungen und Rechtsschutz, Bd. 5, Springer, Berlin 2010.
- Institutionen und Politiken, Bd. 6, Springer, Berlin 2011.

Herausgeberschaften
- Frenz: Gesamtkommentar Klimaschutzrecht. Schmidt, Berlin 2021; 2. Auflage 2022.
- Frenz: Atomrecht. Atomgesetz und Atomausstiegsgesetze. Nomos, Baden-Baden 2019.
- Frenz/Müggenborg/Cosack/Henning/Schomerus: EEG. Erneuerbare-Energien-Gesetz. Kommentar. Schmidt, Berlin 2010; 5. Auflage 2017.
- Berendes/Frenz/Müggenborg: WHG. Wasserhaushaltsgesetz. Kommentar. Schmidt, Berlin 2011; 2. Auflage 2017.
- Frenz/Müggenborg: BNatSchG. Bundesnaturschutzgesetz. Kommentar. Schmidt, Berlin 2011; 2. Auflage 2016; 3. Auflage 2021.
- Frenz/Müggenborg: Recht für Ingenieure. Zivilrecht, Öffentliches Recht, Europarecht, Strafrecht, Umweltrecht. Springer, Berlin 2008; 2. Auflage 2016.
- Frenz/Lülsdorf: EnEG, EnEV. Energieeinsparungsgesetz, Energieeinsparverordnung. Kommentar. C.H. Beck, München 2016.
- Frenz: EEG II – Anlagen und Verordnungen – Kommentar. Schmidt, Berlin 2016.

Schriftenreihe der GDMB
- Frenz/Preuße: Kohleausstieg nach dem BVerfG-Klimabeschluss, Schriftenreihe der GDMB, Heft 150. GDMB-Medienverlag, Clausthal-Zellerfeld 2021.
- Frenz/Preuße: Geothermie und atomare Endlagersuche nach dem Standortauswahlgesetz, Schriftenreihe der GDMB, Heft 144. GDMB-Medienverlag, Clausthal-Zellerfeld 2018.
- Frenz/Preuße: Grubenwasseranstieg und Gewässerschutz, Schriftenreihe der GDMB, Heft 142. GDMB-Medienverlag, Clausthal-Zellerfeld 2018.
- Frenz/Preuße: Herausforderungen für den Braunkohletagebau, Schriftenreihe der GDMB, Heft 139. GDMB-Medienverlag. Clausthal-Zellerfeld 2016.
- Frenz: Ewigkeitslasten im Kohlenbergbau, Schriftenreihe der GDMB, Heft 138. GDMB-Medienverlag. Clausthal-Zellerfeld 2016.